# Walter S. Jeffries
Walter Sooy Jeffries (* 16. Oktober 1893 in Atlantic City, New Jersey; † 11. Oktober 1954 in Margate City, New Jersey) war ein US-amerikanischer Politiker. Zwischen 1939 und 1941 vertrat er den Bundesstaat New Jersey im US-Repräsentantenhaus.

## Werdegang
Walter Jeffries besuchte die öffentlichen Schulen seiner Heimat und danach bis 1909 das Atlantic City Business College. Zwischen 1910 und 1934 arbeitete er als Farbenhersteller. Gleichzeitig begann er als Mitglied der Republikanischen Partei eine politische Laufbahn. Zwischen 1931 und 1935 amtierte er als Bürgermeister von Margate City. Danach war er von 1935 bis 1938 Sheriff im Atlantic County. Seit 1938 arbeitete er in Atlantic City in der Hotelbranche.
Bei den Kongresswahlen des Jahres 1938 wurde Jeffries im zweiten Wahlbezirk von New Jersey in das US-Repräsentantenhaus in Washington, D.C. gewählt, wo er am 3. Januar 1939 die Nachfolge von Elmer H. Wene antrat. Da er im Jahr 1940 gegen Wene verlor, konnte er bis zum 3. Januar 1941 nur eine Legislaturperiode im Kongress absolvieren. In dieser Zeit wurden dort weitere New-Deal-Gesetze der Bundesregierung verabschiedet. Nach dem Ende seiner Zeit im US-Repräsentantenhaus war Jeffries zwischen 1941 und 1944 Kämmerer im Atlantic County. Er starb am 11. Oktober 1954 in Margate.